# Daniel Goeudevert
Daniel Goeudevert (nascido em 31 de janeiro de 1942 em Reims) é um escritor francês, gerente de automóveis e consultor de administração que viveu e trabalhou na Alemanha por um longo tempo.
Goeudevert recebeu a Ordem do Mérito do Estado da Renânia do Norte-Vestfália em 10 de maio de 1991.